# 伊尼什特拉哈爾島

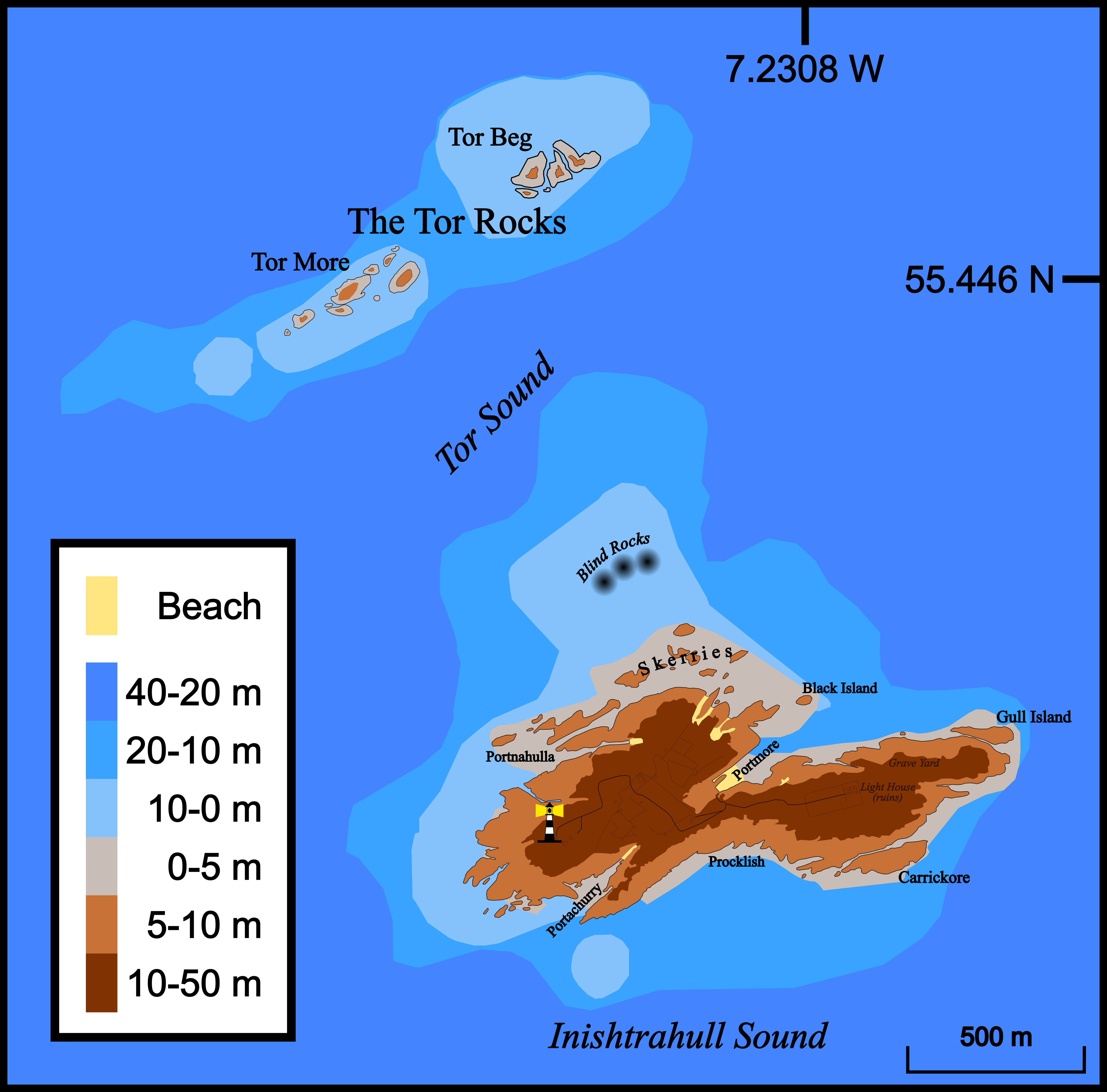
伊尼什特拉哈爾島地圖

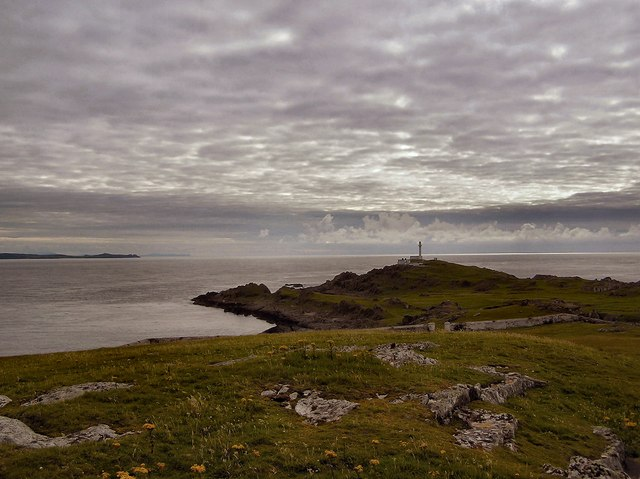
島上的燈塔是愛爾蘭最北的燈塔

伊尼什特拉哈爾島是愛爾蘭多尼戈爾郡的島嶼，位於北大西洋海域，是愛爾蘭最北的島嶼，長1.3公里、寬0.48公里，面積0.34平方公里，最高點海拔高度41米，島上無人居住。

## 外部連結
- Irish national parks and wildlife service（页面存档备份，存于）
- Irish lights（页面存档备份，存于）
- Wildlife of Ireland (Inistrahull information section